# Samsung Galaxy S4
Самсунг галакси С4 (енгл. Samsung Galaxy S4) паметни је телефон који је произвела компанија Самсунг електроникс (енгл. Samsung Electronics). Први пут је представљен 14. марта 2013. на Samsung Mobile Unpacked у Њујорку. Наследник је Галакси С3 и има исти дизајн као и претходник, али има побољшан хардвер и више се обратила пажња на софтверске одлике које искоришћавају хардверске могућности —— као што је могућност да детектује прст кад прелази преко екрана и повећане функције ѕа праћење ока. Другачија верзија хардвера С4 постала је први смартфон који подржава мрежни стандард ЛТЕ Адвансд који је у развоју.
С4 је постао доступан крајем априла 2013. код 327 шпедитера у 155 државе. Постао је Самсунгов најбрже продаван паметни телефон, са продатих 20 милиона примерака широм света у прва 2 месеца и 40 милиона у првих 6 месеци.
Док су неки корисници називали све нове функције Галаксија С4 „новином”, други су их називали додатком на постојеће функције или само триком. Те функције су, на пример, Паметна пауза, Паметна ротација, Паметни скрол, Поглед из ваздуха, Махање, Албум прича и Сензори за температуру и влажност.

## Спецификације

### Хардвер
Корисници Самсунг галаксија С4 користе побољшану верзију хардверског дизајна већ представљеног у Самсунг галаксију С3, са заобљеним, поликарбонским постољем за коло и маском која спреда може да се скине. За нијансу је лакши и ужи него Самсунг галакси С3, са дужином од 136,6 мм, и ширином од 69,8 мм, и дебљином од 7,9 мм. На дну уређаја је микрофон и микро УСБ порт за пренос података и пуњење; такоће подржава УСБ-ОТГ и МХЛ 2.0. Близу врха урећаја је предња камера, инфраред, сензори за близину и амбијентално светло. У суштини инфрацрвено светло служи за „Ер вју” функцију. Улаз за слушалице, други микрофон и инфрацрвени бластер се налазе на врху. С4 је најчешће црне и беле боје. У одређеним регијама, Самсунг је представио и моделе црвене, љубичасте, златно-смеђе и златно-ружичасте боје. Крајем 2014, руски сајт Самсунга је накратко показао нови црни модел са пвц кожом на задњој страни, слично као и Галакси ноут 3. За разлику од ранијих модела, С4 не подржава ФМ радио, због повећаног броја употребе медија ван мреже за претрагу садржаја на мобилном телефону.
Модели Галаксија С4 користе један или два процесора, у зависности од регије и мреже подударности. Модел С4 у Северној Америци и већини Европе, деловима Азије и другим земљама садржи Кволкомов систем на чипу Снапдрагон 600 који садржи четворојезгарни процесор брзине 1,9 GHz Краит 300 ЦПУ и Адрено 320 ГПУ. Чип такође има модем који подржава ЛТЕ. Други модели имају и Самсунгов систем на чипу Ексинос 5 Окта са хетерогеним процесором. Окта кор процесор обухвата 1.6 GHz четворојезграни Кортекс-А15 кластер и 1.2 GHz четворојезграни Кортекс-А7 кластер. Чип може динамички да се пребацује између два кластера језгра у зависности од коришћења процесора, чип се пребацује на А15 језгра када треба више снаге а остаје на А7 језгра да сачува енергију код споријих учитавања. Само један кластер се користи у одређеном тренутку и софтвер види процесор као један квад кор процесор.Регионални модели С4 се разликују у подршци ЛТЕ за Ексинос петобазиран модел, док Е300К/Л/С верзије подржавају ЛТЕ, са Кортекс-А15 подешеним да ради на 1.6 GHz. ГТ-И9500 модели не подржавају. The S4 GT-I9505 includes a multiband LTE transceiver.
С4 долази са 16 GB, 32 GB или 64 GB интерне меморије, која се може обогатити са додатном 64 GB микроСД картицом. На жалост, С4 микроСД слот не подржава 128 GB. С4 садржи 2600 mAh, НФЦ батерију.

### Софтвер
С4 првобитно је избацио Андрид 4.2 и Самсунгов ТачВиз Натур УКС 2 интерфејс. Карактеристике праћења главе су проширени на С4, нова „Смарт Скрол” карактеристика може да се користи да скролује док гледате у екран лагано нагињући главу или телефон напред или назад, и „Смарт Пауза” дозвољава видео плејеру да паузира видео ако корисник не гледа у екран. „Еир Вју” и „Еир Џестур” имплементирају покрете и друге функционалисти (као сто су гледање слике или поруке) држањем или прелазом руке или прста лагано преко екрана, слично као и Самсунг Галакси Ноут серије и додаје карактеристику знану као „Квик Гленс”, која користи сензор близине да пробуди телефон како би показао обавештења. „Груп Плеј” особина показује ад хок дељење фајлова између Галакси телефона, са мултиплејер игрицама и пуштање музике између С4 телефона. С4 такође представља Кнокс у ажурирању Андроид 4.3, скуп карактеристика које имплементирају сандбокс предузетничка окружења која коегзистирају са корисничким личним подтацима. Кнокс инкорпоира коришћење АРМ Траст Зоун екстензију и безбедносна побољшања за Андроид платформу.

#### Исправке
Мање ажурирање појавило се у јуну 2013. који је обновио могућност да се апликације померају са СД картице и да се додаје ХДР видео подршка између осталих повучених.
У новембру 2013, Самсунг је објавио ажурирање Андроида 4.3 за С4 додавши подшку за блутут с ниским новоом енергије који је потребан за компатибилност са паметним сатом Галакси гир (енгл. Samsung Galaxy Gear). Иако је Самсунг зауставио ажурирање због извештаја корисника Галаксија С3 да је Самсунгова верзија 4.3 изазвала нестабилност и повећала потрошњу батерије. Ажурирање је прегледано и поново пуштено у децембру 2013.
У фебруару 2014, Самсунг је припремао ажурирање Андроида 4.4 (Кит кет) за С4; ово ажурирање користи интерфејс повучених апликација као што су пречица за камеру у углу лок скрина, опције за подешавања подразумеваног покретача и апликације за текстуалне поруке, подршке за штампање, и новог подешавања за претрагу локација и контролисање апликације за праћење локација. Такође су направљене значајне промене у коришћењу другог складишта меморије на уређају из безбедносних разлога, приступ апликацијама на СД картици је забрањено и означено, само апликациони директоријум, док је дозвољен приступ унутрашњем складишту.
У јануару 2015, Самсунг је избацио још једно ажурирање Андроида 5.0.1 (Лолипоп) у Русији и Индији. Донео је све функције Лолипопа, као што су појачане перформансе и закључан екран, рачунајући и рефинирани интерфејс са пљоснатијим и геометријским изгледом, који се види на Галаксију С5. Самсунг је престао са избацивањем ажурирања убрзо после тога када су корисници пријавили веће грешке. Ново ажурирање изашло је у марту 2015. и то код незакључаних модела у Уједињеном Краљевству, нордијским и балтичким државама и од тад се проширило на неколико других држава. Амерички и канадски модели телефона добили су ажурирање Андроид лолипопа у априлу 2015.